# Wojciech Barański

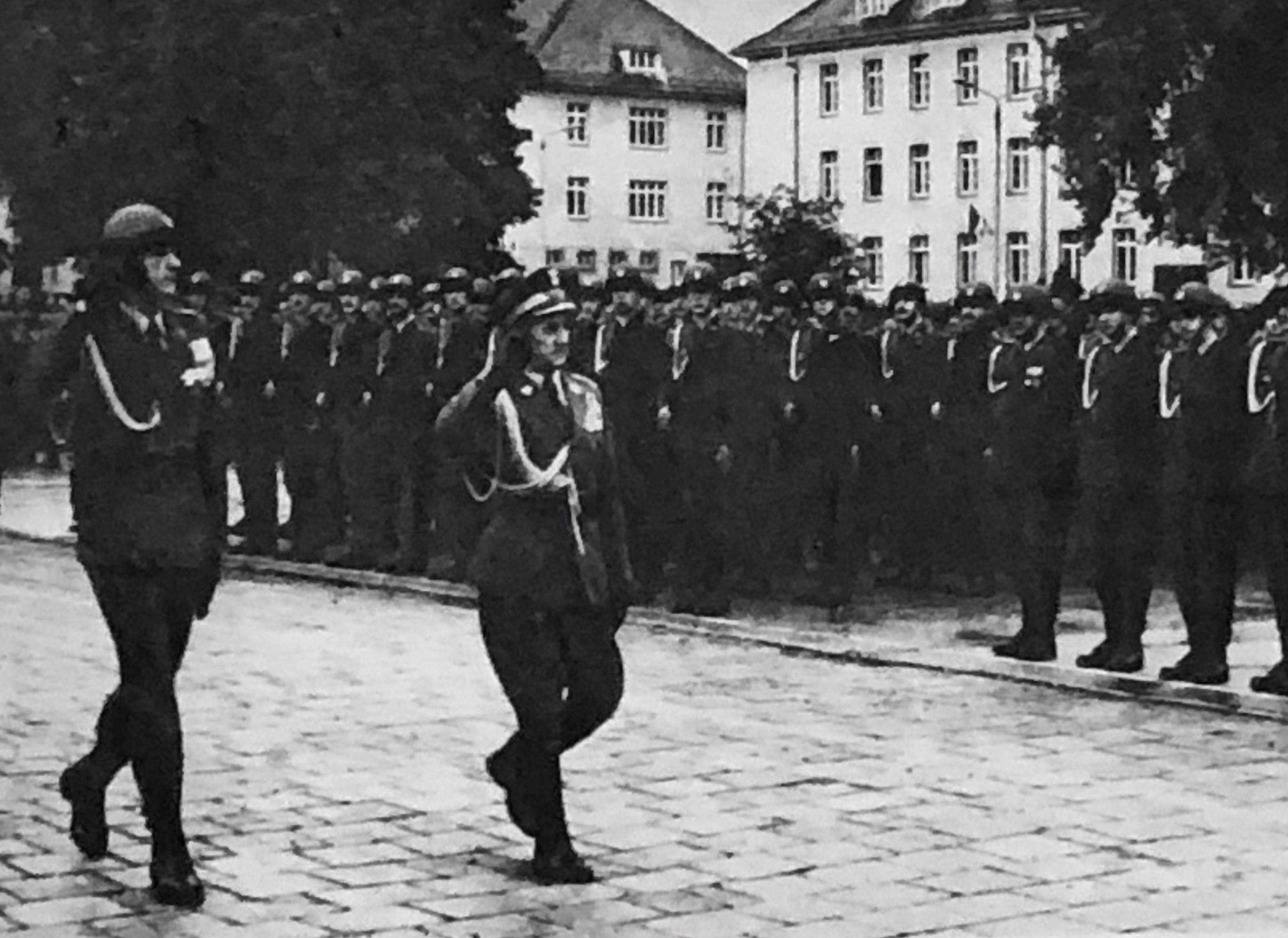
Gen. dyw. Wojciech Barański przed frontem pododdziałów podczas promocji w Wyższej Szkole Oficerskiej Wojsk Zmechanizowanych we Wrocławiu, 30 września 1981

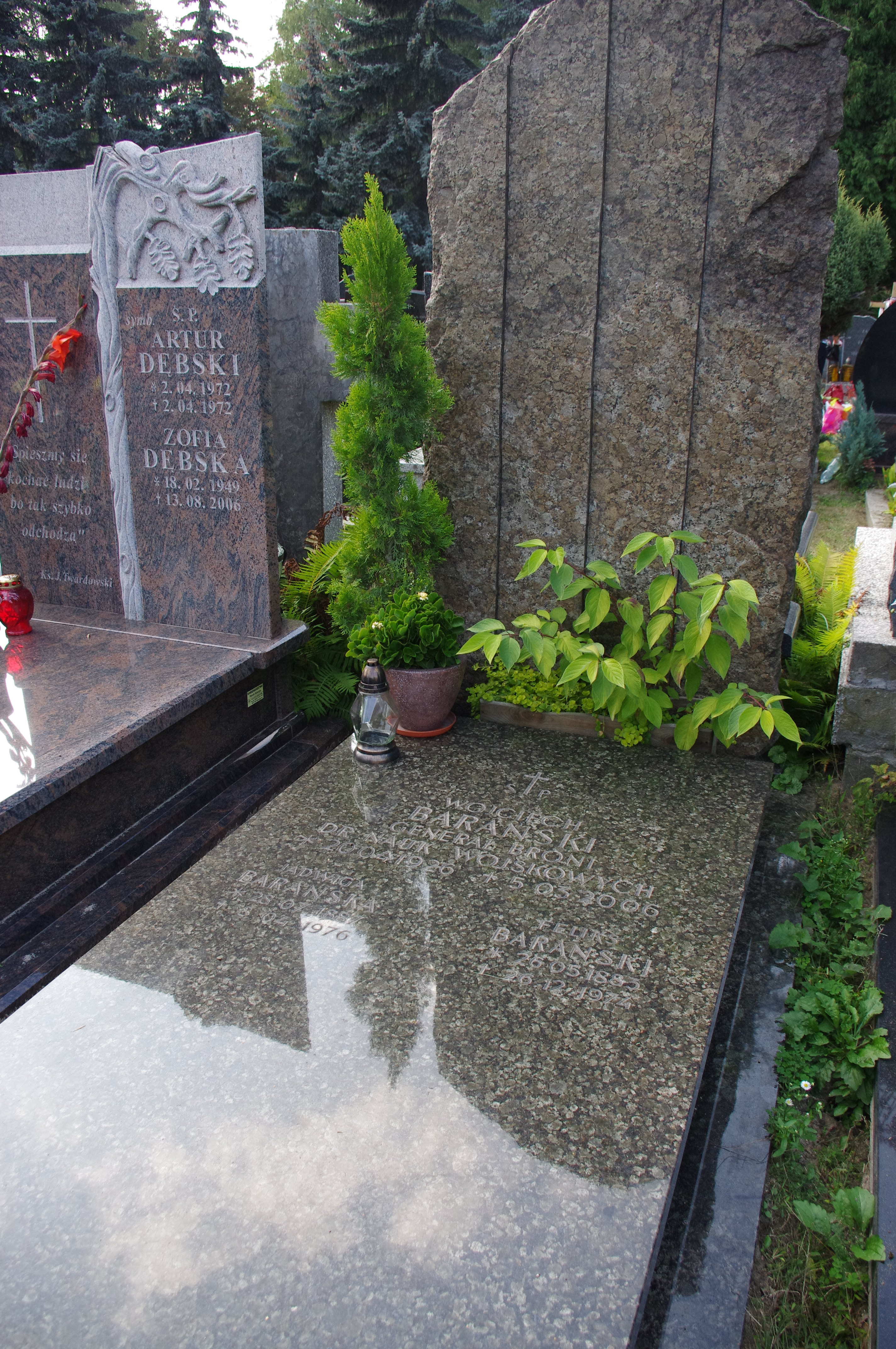
Grób gen. Wojciecha Barańskiego na Cmentarzu Wojskowym na Powązkach

Jerzy Wojciech Barański (ur. 20 kwietnia 1926 w Rojowie, zm. 5 marca 2006 w Warszawie) – generał broni Wojska Polskiego, zastępca szefa Sztabu Generalnego WP do spraw operacyjnych (1968–1971), dowódca Pomorskiego Okręgu Wojskowego (1971–1978), szef Głównego Zarządu Szkolenia Bojowego (1978–1986), szef Głównego Zarządu Szkolenia Bojowego Wojska Polskiego (1986–1989), ambasador nadzwyczajny i pełnomocny na Kubie (1989–1991).

## Życiorys
Urodził się 20 kwietnia 1926 w Rojowie koło Ostrzeszowa w Kaliskiem, w rodzinie robotniczej. W czerwcu 1939 ukończył 6 klas szkoły podstawowej. Następnie do początku 1941 pracował jako robotnik folwarczny w Augustowie koło Ciechanowa. W 1945 zgłosił się na ochotnika do wojska i został skierowany do Oficerskiej Szkoły Piechoty nr 2 w Lublinie. Po jej rozformowaniu przeniesiony został do Oficerskiej Szkoły Piechoty i Kawalerii w Krakowie, którą ukończył 25 sierpnia 1946 jako prymus − podporucznik kawalerii. Pozostał w szkole do pełnienia dalszej służby jako dowódca plutonu szkolnego. Następnie pełnił funkcję adiutanta dowódcy Okręgu Wojskowego nr V w Krakowie. W 1947 został dowódcą kompanii piechoty 16 pułku piechoty w Tarnowie w składzie 6 Dywizji Piechoty. W 1948 ukończył Wyższą Szkołę Oficerską Jugosłowiańskiej Armii Ludowej w Sarajewie. Następnie był dowódcą batalionu w 33 pułku piechoty w Nysie w składzie 7 Dywizji Piechoty, z kolei był szefem sztabu 35 pułku piechoty 7 Dywizji Piechoty w Tarnowskich Górach. Od 1953 był szefem Wydziału Operacyjnego w sztabie Śląskiego Okręgu Wojskowego. W 1954 ukończył roczny Kurs Doskonalenia Oficerów w Akademii Sztabu Generalnego WP. Następnie był szefem oddziału w Głównym Zarządzie Wyszkolenia Bojowego. W 1958 ukończył studia w Akademii Sztabu Generalnego Sił Zbrojnych ZSRR. Po ukończeniu studiów był szefem sztabu − kolejno 20 Dywizji Pancernej w Szczecinku oraz 11 Dywizji Zmechanizowanej w Żaganiu.
Od 1961 pełnił kolejno funkcje: starszego pomocnika szefa Oddziału Operacyjnego, szefa Oddziału Operacyjnego, zastępcy szefa Zarządu Operacyjnego Sztabu Generalnego WP. W 1968 został szefem Zarządu Operacyjnego - zastępcą szefa Sztabu Generalnego WP do spraw operacyjnych. 19 maja 1971 został wyznaczony na stanowisko dowódcy Pomorskiego Okręgu Wojskowego.
27 lutego 1978 został szefem nowo utworzonego Głównego Zarządu Szkolenia Bojowego. W 1983 uzyskał stopień naukowy doktora nauk wojskowych w Akademii Sztabu Generalnego WP. W 1984 ukończył Wyższy Kurs Akademicki w Akademii Sztabu Generalnego Sił Zbrojnych ZSRR. W latach 1978−1989 jednocześnie pełnił funkcję dowódcy tzw. „Frontu Polskiego”.
W 1989 został urlopowany z wojska i przekazany do dyspozycji Ministerstwa Spraw Zagranicznych. 9 czerwca 1989 został wyznaczony na stanowisko ambasadora PRL w Republice Kuby. Funkcję tę pełnił do 10 lipca 1991, kiedy to zakończył zawodową służbę wojskową.
Po przejściu w stan spoczynku pracował w przedsiębiorstwie handlu bronią. 10 marca 1992 wraz z pięcioma innymi obywatelami polskimi − został aresztowany we Frankfurcie nad Menem w związku z tzw. „aferą karabinową”. Został wydany władzom amerykańskim, następnie − uniewinniony przez amerykański sąd i oczyszczony ze wszystkich zarzutów. Wydarzenia te Wojskowe Służby Informacyjne uznały za prowokację amerykańskich służb celnych, która stwarzała realne zagrożenie dla handlu bronią realizowanego przez polskie firmy.
Był aktywnym działaczem sportowym w WKS „Zawisza” Bydgoszcz i CWKS „Legia” Warszawa. W latach 1985−1989 pełnił funkcję prezesa CWKS „Legia” Warszawa. Od 1981 był wiceprezesem Polskiego Komitetu Olimpijskiego.
Członek PPR od 1946. W latach 1975−1981 był zastępcą członka Komitetu Centralnego PZPR. Od 1981 był członkiem Centralnej Komisji Rewizyjnej PZPR.
W 1996 należał do grupy generałów - współzałożycieli Klubu Generałów WP.
Zmarł nagle 5 marca 2006 w Warszawie. Pochowany 9 marca 2006 na Cmentarzu Wojskowym na Powązkach w Warszawie (kwatera FII-4-5). W pogrzebie uczestniczył były prezydent RP gen. armii Wojciech Jaruzelski.

## Awanse wojskowe
- podporucznik – 19 sierpnia 1946
- porucznik – 20 stycznia 1948
- kapitan – 22 lipca 1949
- major – 4 października 1952
- podpułkownik – 5 października 1956
- pułkownik – 1 października 1960
- generał brygady − 29 września 1966
- generał dywizji − 5 października 1971
- generał broni − 26 września 1985

## Ordery i odznaczenia
- Krzyż Komandorski z Gwiazdą Orderu Odrodzenia Polski - październik 1980
- Krzyż Komandorski Orderu Odrodzenia Polski
- Krzyż Oficerski Orderu Odrodzenia Polski
- Krzyż Kawalerski Orderu Odrodzenia Polski - lipiec 1963
- Order Sztandaru Pracy I klasy - październik 1973[3]
- Order Sztandaru Pracy II klasy - 1968
- Złoty Krzyż Zasługi - 1958
- Srebrny Krzyż Zasługi
- Medal Komisji Edukacji Narodowej - 1973
- Medal 10-lecia Polski Ludowej
- Medal 30-lecia Polski Ludowej
- Medal 40-lecia Polski Ludowej
- Złoty Medal „Siły Zbrojne w Służbie Ojczyzny” - 1968
- Srebrny Medal „Siły Zbrojne w Służbie Ojczyzny”
- Brązowy Medal „Siły Zbrojne w Służbie Ojczyzny”
- Złoty Medal „Za zasługi dla obronności kraju”
- Srebrny Medal „Za Zasługi dla Obronności Kraju”
- Brązowy Medal „Za Zasługi dla Obronności Kraju”
- Złota Odznaka „Za Zasługi dla Obrony Cywilnej”
- Złoty Medal „Za zasługi dla Ligi Obrony Kraju”
- Złota Odznaka „Za zasługi w ochronie porządku publicznego”
- Srebrna Odznaka „Za zasługi w ochronie porządku publicznego”
- Brązowa Odznaka „Za zasługi w ochronie porządku publicznego”
- Srebrna Odznaka Za zasługi w ochronie granic PRL
- Odznaka „Zasłużony Działacz Kultury Fizycznej” (1967)[4]
- Medal im. Ludwika Waryńskiego (1988)[5]
- Złote odznaczenie im. Janka Krasickiego (1973)[6]
- Krzyż „Za Zasługi dla ZHP” (1972)[7]
- Złoty Medal „Za Zasługi w Umacnianiu Przyjaźni PRL-ZSRR” (1987, TPPR)[8]
- Złota odznaka honorowa CWKS Legia Warszawa (1970)[9]
- Medal 100 lat ruchu robotniczego w Polsce (1982)[10]
- Odznaka „Zasłużony Działacz SZMW”
- Honorowa Odznaka 30-lecia PPR (1972)[11]
- Order Czerwonego Sztandaru (ZSRR, 1968)
- Order Przyjaźni Narodów (ZSRR, 1973)
- Order Czerwonej Gwiazdy (ZSRR, 1984)[12]
- Medal jubileuszowy „Dwudziestolecia zwycięstwa w Wielkiej Wojnie Ojczyźnianej 1941–1945” (ZSRR)
- Medal jubileuszowy „Trzydziestolecia zwycięstwa w Wielkiej Wojnie Ojczyźnianej 1941–1945” (ZSRR, 1975)
- Medal jubileuszowy „Czterdziestolecia zwycięstwa w Wielkiej Wojnie Ojczyźnianej 1941–1945” (ZSRR, 1985)
- Medal jubileuszowy „60 lat Sił Zbrojnych ZSRR” (ZSRR)
- Medal 70-lecia Sił Zbrojnych ZSRR (ZSRR, 1988)[13]
- Medal „Za umacnianie braterstwa broni” (ZSRR)
- Medal „Za umacnianie Braterstwa Broni” (Bułgaria)
- Medal „Za Umacnianie Przyjaźni Sił Zbrojnych” III stopnia (CSRS, 1970)
- Medal „40 lat Wyzwolenia Czechosłowacji przez Armię Radziecką” (CSSR, 1985)
- Srebrny Order Bojowy „Za Zasługi dla Narodu i Ojczyzny” (NRD, 1975)
- Medal „30-lecia Rewolucyjnych Sil Zbrojnych Kuby” (Kuba, 1987)
- Order Zasługi Wojskowej I klasy (Wietnam, 1985)[14]